# River Deep – Mountain High
River Deep – Mountain High is een single die werd geproduceerd door Phil Spector en geschreven door Phil Spector, Jeff Barry en Ellie Greenwich. Commercieel gezien was het nummer niet erg succesvol in de Verenigde Staten, maar in Engeland kwam het in de hitparade op nummer 3 te staan. Het werd in 1969 heruitgegeven en is sindsdien een van de meest kenmerkende songs van Tina Turner.

## Ike & Tina Turner
River Deep – Mountain High was een van de eerste opnames die Ike & Tina Turner maakten voor Phil Spectors Philles Records. Phil was zich bewust van het overheersende gedrag in de studio van Ike Turner, wat resulteerde in een ongebruikelijk contract: Het album en de single River Deep – Mountain High zouden worden toegeschreven aan Ike & Tina Turner, maar Ike was niet welkom in de studio en enkel Tina Turner zou op de plaat te horen zijn.
De genoemde partijen stemden toe en Phil Spector begon met de opname van de lp, waarbij hij zijn Wall of Sound-productietechniek gebruikte om de sterke stem van Tina Turner te steunen. River Deep – Mountain High had een voor die tijd ongehoord kostenplaatje van 22.000 dollar en er waren tientallen musici en achtergrondzangers nodig. In het nummer wordt de liefde van een vrouw vergeleken met wat een kind voor een pop voelt of een puppy voor zijn baasje.
Toen de single en het album eindelijk uitkwamen, wist de muziekindustrie niet wat men ermee aan moest. Het nummer werd als "te zwart voor de witte radio" beschouwd, "en te wit voor de zwarte radio". Het kwam niet hoger dan de 88e plaats op de hitlijst, wat voor Phil Spector een vernedering was en hem ertoe besloot het label stop te zetten.
Het nummer had meer succes in het Verenigd Koninkrijk, waar het tot nummer 3 reikte, achter singles van The Beatles en The Kinks. Beatle George Harrison verklaarde dat het "een perfecte plaat was van het begin tot het eind".
Het magazine Rolling Stone plaatste het op nummer 33 op zijn The 500 Greatest Songs of All Time. Het nummer is ook opgenomen in de Grammy Hall of Fame.

### Uitvoerenden
- Tina Turner - zang
- Leon Russell - keyboard
- Jim Horn - saxofoon
- Barney Kessel - gitaar
- Glen Campbell - gitaar
- Hal Blaine - drum
- Carol Kay - basgitaar
  - Tekst - Phil Spector, Jeff Barry en Ellie Greenwich
  - Producent - Phil Spector
  - Arrangeur - Jack Nitzsche

### Hitnoteringen

#### Nederlandse Top 40
| Hitnotering: (Week 1 t/m 9) 02-07-1966 t/m 27-08-1966 Hitnotering: (Week 10 t/m 17) 29-03-1969 t/m 17-05-1969 | Hitnotering: (Week 1 t/m 9) 02-07-1966 t/m 27-08-1966 Hitnotering: (Week 10 t/m 17) 29-03-1969 t/m 17-05-1969 | Hitnotering: (Week 1 t/m 9) 02-07-1966 t/m 27-08-1966 Hitnotering: (Week 10 t/m 17) 29-03-1969 t/m 17-05-1969 | Hitnotering: (Week 1 t/m 9) 02-07-1966 t/m 27-08-1966 Hitnotering: (Week 10 t/m 17) 29-03-1969 t/m 17-05-1969 | Hitnotering: (Week 1 t/m 9) 02-07-1966 t/m 27-08-1966 Hitnotering: (Week 10 t/m 17) 29-03-1969 t/m 17-05-1969 | Hitnotering: (Week 1 t/m 9) 02-07-1966 t/m 27-08-1966 Hitnotering: (Week 10 t/m 17) 29-03-1969 t/m 17-05-1969 | Hitnotering: (Week 1 t/m 9) 02-07-1966 t/m 27-08-1966 Hitnotering: (Week 10 t/m 17) 29-03-1969 t/m 17-05-1969 | Hitnotering: (Week 1 t/m 9) 02-07-1966 t/m 27-08-1966 Hitnotering: (Week 10 t/m 17) 29-03-1969 t/m 17-05-1969 | Hitnotering: (Week 1 t/m 9) 02-07-1966 t/m 27-08-1966 Hitnotering: (Week 10 t/m 17) 29-03-1969 t/m 17-05-1969 | Hitnotering: (Week 1 t/m 9) 02-07-1966 t/m 27-08-1966 Hitnotering: (Week 10 t/m 17) 29-03-1969 t/m 17-05-1969 | Hitnotering: (Week 1 t/m 9) 02-07-1966 t/m 27-08-1966 Hitnotering: (Week 10 t/m 17) 29-03-1969 t/m 17-05-1969 | Hitnotering: (Week 1 t/m 9) 02-07-1966 t/m 27-08-1966 Hitnotering: (Week 10 t/m 17) 29-03-1969 t/m 17-05-1969 | Hitnotering: (Week 1 t/m 9) 02-07-1966 t/m 27-08-1966 Hitnotering: (Week 10 t/m 17) 29-03-1969 t/m 17-05-1969 | Hitnotering: (Week 1 t/m 9) 02-07-1966 t/m 27-08-1966 Hitnotering: (Week 10 t/m 17) 29-03-1969 t/m 17-05-1969 | Hitnotering: (Week 1 t/m 9) 02-07-1966 t/m 27-08-1966 Hitnotering: (Week 10 t/m 17) 29-03-1969 t/m 17-05-1969 | Hitnotering: (Week 1 t/m 9) 02-07-1966 t/m 27-08-1966 Hitnotering: (Week 10 t/m 17) 29-03-1969 t/m 17-05-1969 | Hitnotering: (Week 1 t/m 9) 02-07-1966 t/m 27-08-1966 Hitnotering: (Week 10 t/m 17) 29-03-1969 t/m 17-05-1969 | Hitnotering: (Week 1 t/m 9) 02-07-1966 t/m 27-08-1966 Hitnotering: (Week 10 t/m 17) 29-03-1969 t/m 17-05-1969 | Hitnotering: (Week 1 t/m 9) 02-07-1966 t/m 27-08-1966 Hitnotering: (Week 10 t/m 17) 29-03-1969 t/m 17-05-1969 | Hitnotering: (Week 1 t/m 9) 02-07-1966 t/m 27-08-1966 Hitnotering: (Week 10 t/m 17) 29-03-1969 t/m 17-05-1969 |
| Week: | 1 | 2 | 3 | 4 | 5 | 6 | 7 | 8 | 9 | | 10 | 11 | 12 | 13 | 14 | 15 | 16 | 17 | |
| --- | --- | --- | --- | --- | --- | --- | --- | --- | --- | --- | --- | --- | --- | --- | --- | --- | --- | --- | --- |
| Positie: | 37 | 18 | 11 | 9 | 9 | 14 | 20 | 31 | 26 | uit | 38 | 21 | 13 | 10 | 10 | 11 | 21 | 31 | uit |

#### NPO Radio 2 Top 2000
| Nummer met noteringen in de NPO Radio 2 Top 2000 | '99 | '00 | '01 | '02 | '03 | '04 | '05 | '06 | '07 | '08 | '09 | '10 | '11 | '12 | '13 | '14 | '15 | '16 | '17 | '18 | '19 | '20 | '21 | '22 | '23 | '24 |
| ------------------------------------------------ | --- | --- | --- | --- | --- | --- | --- | --- | --- | --- | --- | --- | --- | --- | --- | --- | --- | --- | --- | --- | --- | --- | --- | --- | --- | --- |
| River Deep - Mountain High                       | 269 | 483 | 417 | 335 | 398 | 271 | 372 | 238 | 489 | 331 | 511 | 435 | 437 | 523 | 462 | 535 | 609 | 713 | 736 | 595 | 577 | 361 | 440 | 577 | 407 | 694 |

1. ↑  Een vetgedrukt getal geeft de hoogste notering aan.

## The Supremes & The Four Tops
In 1970 namen The Supremes samen met The Four Tops hun cover op van River Deep – Mountain High. Het werd in de Verenigde Staten de meest succesvolle uitvoering met een veertiende plaats in de Billboard Hot 100. Ook in Nederland en Vlaanderen kwam deze uitvoering in de hitlijsten terecht.

### Hitnoteringen

#### Nederlandse Top 40
| Hitnotering: 23-01-1971 t/m 06-02-1971 | Hitnotering: 23-01-1971 t/m 06-02-1971 | Hitnotering: 23-01-1971 t/m 06-02-1971 | Hitnotering: 23-01-1971 t/m 06-02-1971 | Hitnotering: 23-01-1971 t/m 06-02-1971 |
| Week:                                  | 1                                      | 2                                      | 3                                      |                                        |
| -------------------------------------- | -------------------------------------- | -------------------------------------- | -------------------------------------- | -------------------------------------- |
| Positie:                               | 34                                     | 27                                     | 28                                     | uit                                    |

#### NederlandseSingle Top 100
| Hitnotering: 23-01-1971 t/m 06-02-1971 | Hitnotering: 23-01-1971 t/m 06-02-1971 | Hitnotering: 23-01-1971 t/m 06-02-1971 | Hitnotering: 23-01-1971 t/m 06-02-1971 | Hitnotering: 23-01-1971 t/m 06-02-1971 |
| Week:                                  | 1                                      | 2                                      | 3                                      |                                        |
| -------------------------------------- | -------------------------------------- | -------------------------------------- | -------------------------------------- | -------------------------------------- |
| Positie:                               | 28                                     | 25                                     | 25                                     | uit                                    |

#### VlaamseRadio 2 Top 30
| Hitnotering: 23-01-1971 t/m 13-02-1971 | Hitnotering: 23-01-1971 t/m 13-02-1971 | Hitnotering: 23-01-1971 t/m 13-02-1971 | Hitnotering: 23-01-1971 t/m 13-02-1971 | Hitnotering: 23-01-1971 t/m 13-02-1971 | Hitnotering: 23-01-1971 t/m 13-02-1971 |
| Week:                                  | 1                                      | 2                                      | 3                                      | 4                                      |                                        |
| -------------------------------------- | -------------------------------------- | -------------------------------------- | -------------------------------------- | -------------------------------------- | -------------------------------------- |
| Positie:                               | 30                                     | 24                                     | 16                                     | 17                                     | uit                                    |

## Overige covers
Een jaar na de eerste uitgave van de single gaf Harry Nilsson een cover-versie uit van het nummer op zijn eerste RCA Victor album Pandemonium Shadow Show uit 1967. Harry Nilsson werkte aan het begin van zijn carrière samen met Phil Spector als tekstschrijver.
Het nummer werd in 1969 heruitgebracht voor een meer ontvankelijker publiek en sindsdien heeft het de winst gemaakt die Phil Spector van het nummer verwachtte. Het nummer is diverse keren gecoverd, niet alleen door Tina Turner (zonder Ike), maar ook door Erasure en Céline Dion. Zij zong het live in the Late Show with David Letterman wat resulteerde in een studio-opname voor haar album Falling into You. De meest succesvolle cover was die uit 1970 tussen de Supremes (zonder Diana Ross, maar met Jean Terrell) en The Four Tops. Het werd door het echtpaar Nickolas Ashford en Valerie Simpson geproduceerd en was een van de vele opnames die beide Motown-groepen bijeenbracht. Deze cover werd ook uitgebracht op de lp The Magnificent 7 (1970) en behaalde in 1971 de 14e plaats in de Billboard Hot 100, waarmee het de hoogst genoteerde versie was in de Verenigde Staten.
Deep Purple zette het op hun lp The Book of Taliesyn. De Australische punkband The Saints had een wildere versie op hun ep One Two Three Four en op hun verzamelbox All Times Through Paradise. Begin 1970 maakte The Flaming Groovies er een cover van op hun compilatie Grease.
The Bob Seger System maakte er een verlengde versie van op hun album Mongrel, Jimmy Barnes deed het begin jaren 1990 op zijn album Soul Deep (welke sterk lijkt op de versie van Tina Turner uit 1960), The Animals zette het op hun album Love is (1968) en Fefe Dobson zong het in de televisieserie American Dreams waarin Tina Turner geportretteerd werd.
Jack Vidgen maakte er ook een cover van op zijn album Yes I Am. Dit album kwam uit in 2011. Dit album haalde goud in Australië.

### Mengelmoes
Terry Pratchett haalde het nummer in zijn fictieboek Discworld, waar het door dwergen gezongen werd als "cavern deep, mountain high". Aangenomen wordt dat het een van de meest originele stukken van de traditionele dwergmuziek is.